# Johannes Rydzek
Johannes Rydzek (Oberstdorf, 9 december 1991) is een Duitse noordse combinatieskiër. Hij vertegenwoordigde zijn vaderland op de Olympische Winterspelen 2010 in Vancouver, op de Olympische Winterspelen 2014 in Sotsji en op de Olympische Winterspelen 2018 in Pyeongchang.

## Carrière
Rydzek maakte zijn debuut in de wereldbeker op 29 november 2008 in Kuusamo. Toen zijn landgenoot Christian Beetz geblesseerd uitviel werd Rydzek als atleet uit het C-kader verrassend genomineerd voor de openingswedstrijd van het seizoen. Hij werd meteen 15e en haalde dus wereldbekerpunten. In het seizoen 2009/2010 behaalde Rydzek vier top-15 plaatsen en verzekerde zich daardoor van deelname aan de Olympische Winterspelen 2010. Bij de wereldkampioenschappen voor junioren in eigen land ging hij dan ook van start als grote favoriet. Toch raakte hij niet verder dan twee vierde plaatsen in de individuele wedstrijden. Met het Duitse team won hij wel de gouden medaille. Rydzek maakte zijn olympisch debuut bij de wedstrijd van de normale schans waarin hij 28e werd. Samen met Eric Frenzel, Tino Edelmann en Björn Kircheisen won hij de bronzen medaille in de landenwedstrijd.
Op de wereldkampioenschappen noordse combinatie 2011 in Oslo veroverde Rydzek de zilveren medaille op de grote schans, op de normale schans eindigde hij op de vierde plaats. In beide landenwedstrijden behaalde hij samen met Eric Frenzel, Björn Kircheisen en Tino Edelmann de zilveren medaille. In Val di Fiemme nam de Duitser deel aan de wereldkampioenschappen noordse combinatie 2013. Op dit toernooi eindigde hij als tiende op de grote schans en als dertigste op de normale schans. Tijdens de Olympische Winterspelen van 2014 in Sotsji eindigde Rydzek als zesde op de normale schans en als achtste op de grote schans, samen met Eric Frenzel, Björn Kircheisen en Fabian Rießle sleepte hij de zilveren medaille in de wacht in de landenwedstrijd.
Op de wereldkampioenschappen noordse combinatie 2015 in Falun werd Rydzek wereldkampioen op de normale schans, op de grote schans legde hij beslag op de bronzen medaille. In de landenwedstrijd werd hij samen met Tino Edelmann, Eric Frenzel en Fabian Rießle wereldkampioen. Op de teamsprint behaalde hij samen met Eric Frenzel de zilveren medaille. In Lahti nam de Duitser deel aan de wereldkampioenschappen noordse combinatie 2017. Op dit toernooi werd hij wereldkampioen op zowel de normale als op de grote schans. In de landenwedstrijd prolongeerde hij samen met Björn Kircheisen, Eric Frenzel en Fabian Rießle de wereldtitel, samen met Eric Frenzel behaalde hij de wereldtitel op de teamsprint. Tijdens de Olympische Winterspelen van 2018 in Pyeongchang veroverde hij de gouden medaille op de grote schans en eindigde hij als vijfde op de normale schans. Samen met Vinzenz Geiger, Fabian Rießle en Eric Frenzel werd hij olympisch kampioen in de landenwedstrijd.
Op de wereldkampioenschappen noordse combinatie 2019 in Seefeld eindigde Rydzek als achtste op de normale schans en als negende op de grote schans. In de landenwedstrijd sleepte hij samen met Eric Frenzel, Fabian Rießle en Vinzenz Geiger de zilveren medaille in de wacht.

## Resultaten

### Olympische Winterspelen
| Jaar | Plaats      | Resultaten                               |
| ---- | ----------- | ---------------------------------------- |
| 2010 | Vancouver   | 28e Gundersen NH · Team                  |
| 2014 | Sotsji      | 6e Gundersen NH · 8e Gundersen LH · Team |
| 2018 | Pyeongchang | 5e Gundersen NH · Gundersen LH · Team    |

### Wereldkampioenschappen
| Jaar | Plaats        | Resultaten                                         |
| ---- | ------------- | -------------------------------------------------- |
| 2011 | Oslo          | Gundersen LH · 4e Gundersen NH · Team NH · Team LH |
| 2013 | Val di Fiemme | 30e Gundersen NH 10e Gundersen LH                  |
| 2015 | Falun         | Gundersen NH · Gundersen LH · Team · Teamsprint    |
| 2017 | Lahti         | Gundersen NH · Gundersen LH · Team · Teamsprint    |
| 2019 | Seefeld       | 8e Gundersen NH · 9e Gundersen LH · Team           |

### Wereldkampioenschappen junioren
| Jaar | Plaats        | Resultaten                            |
| ---- | ------------- | ------------------------------------- |
| 2009 | Štrbské Pleso | 42e Sprint NH · Gundersen NH · Team   |
| 2010 | Hinterzarten  | 4e Sprint NH · 4e Gundersen NH · Team |
| 2011 | Otepää        | Sprint NH · Gundersen NH              |

### Wereldbeker
Eindklasseringen
| Seizoen   | Plaats |
| --------- | ------ |
| 2008/2009 | 33e    |
| 2009/2010 | 25e    |
| 2010/2011 | 6e     |
| 2011/2012 | 13e    |
| 2012/2013 | 9e     |
| 2013/2014 | Zilver |
| 2014/2015 | Brons  |
| 2015/2016 | 5e     |
| 2016/2017 | Zilver |
| 2017/2018 | 4e     |
| 2018/2019 | 4e     |
| 2019/2020 | 14e    |

Wereldbekerzeges
| Datum            | Plaats        | Onderdeel       |
| ---------------- | ------------- | --------------- |
| 12 maart 2011    | Lahti         | 10 km Gundersen |
| 28 februari 2014 | Lahti         | 10 km Gundersen |
| 6 maart 2014     | Trondheim     | 10 km Gundersen |
| 8 maart 2014     | Oslo          | 10 km Gundersen |
| 29 november 2014 | Kuusamo       | 10 km Gundersen |
| 23 februari 2016 | Kuopio        | 10 km Gundersen |
| 26 november 2016 | Kuusamo       | 10 km Gundersen |
| 27 november 2016 | Kuusamo       | 10 km Gundersen |
| 17 december 2016 | Ramsau        | 10 km Gundersen |
| 22 januari 2017  | Chaux-Neuve   | 10 km Gundersen |
| 27 januari 2017  | Seefeld       | 5 km Gundersen  |
| 28 januari 2017  | Seefeld       | 10 km Gundersen |
| 4 februari 2017  | Pyeongchang   | 10 km Gundersen |
| 5 februari 2017  | Pyeongchang   | 10 km Gundersen |
| 26 november 2017 | Kuusamo       | 10 km Gundersen |
| 4 maart 2018     | Lahti         | 10 km Gundersen |
| 11 januari 2019  | Val di Fiemme | 10 km Gundersen |